# 南康路
南康路，中国元朝的路。
至元十四年（1277年），升南康军为南康路，治所在星子县（今江西省星子县）。下辖建昌州和两县（星子县、都昌县）。户九万五千六百七十八，口四十七万八千三百九十。包括今江西省星子县、永修县、都昌县等地。明朝洪武年间改为西宁府、南康府。1912年废除南康府。